# Brisen
De Brisen is een berg in Zwitserland op de grens van de kantons Uri en  Nidwalden. Op zijn flanken bevindt zich een berghut, het Brisenhaus.